# Loment

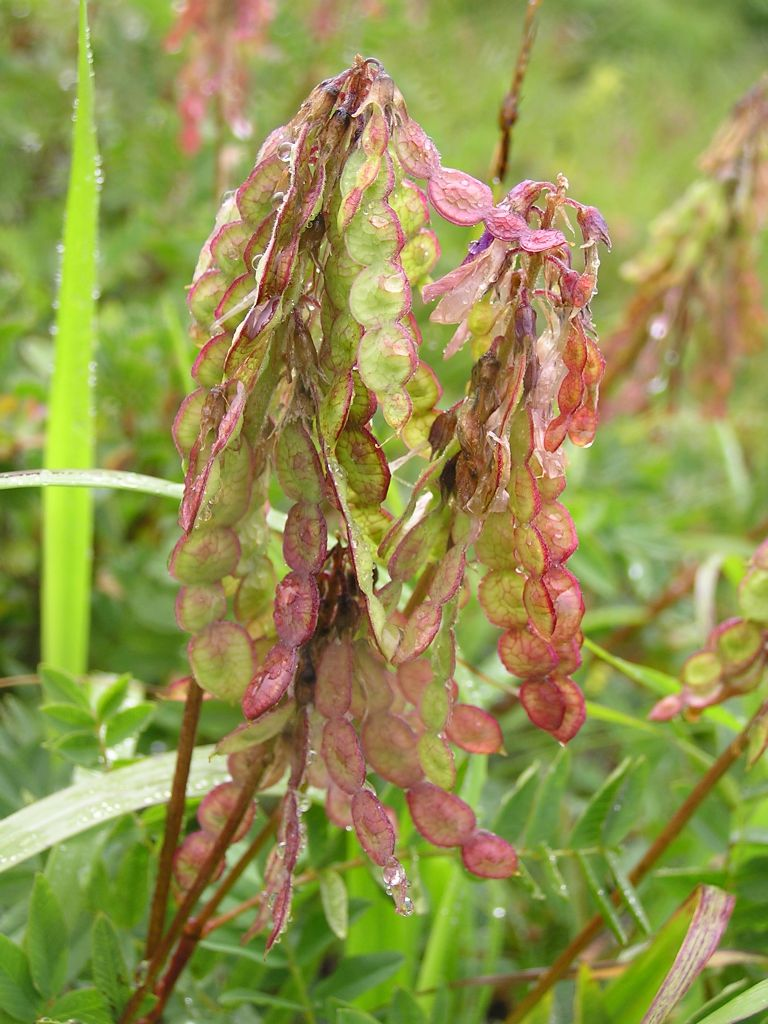
Loments de Hedysarum hedysaroides

Un loment és un fruit sec indehiscent molt semblant a la síliqua o a una llegum, però articulat i sovint fragmentable. És derivat d'un únic carpel que s'obre en separar-se cadascun dels mericarps que el formen.